# MTV Movie Award a legjobb feltörekvő színésznek
Ez a szócikk az MTV Movie Award a legjobb feltörekvő színésznek járó díj díjazottjainak listáját tartalmazza.
A díjat egyes években külön női és férfi színész kategóriában adják át, vagy pedig összevont kategóriát alkalmaznak.

## Győztesek és jelöltek

### 1990-es évek
| Év                    | Színész(nő)            | Színész(nő)                                | Szerep                                | Magyar cím                      | Eredeti cím                |
| 1992 1. gála          |                        |                                            |                                       |                                 |                            |
| --------------------- | ---------------------- | ------------------------------------------ | ------------------------------------- | ------------------------------- | -------------------------- |
| 1992 1. gála          |                        | Edward Furlong                             | John Connor                           | Terminátor 2. – Az ítélet napja | Terminator 2: Judgment Day |
| 1992 1. gála          | Anna Chlumsky          | Vada Sultenfuss                            | My Girl – Az első szerelem            | My Girl                         |                            |
| 1992 1. gála          | Ice-T                  | Scotty Appleton                            | New Jack City                         | New Jack City                   |                            |
| 1992 1. gála          | Campbell Scott         | Victor Geddes                              | A szerelem erejével                   | Dying Young                     |                            |
| 1992 1. gála          | Kimberly Williams      | Annie Banks                                | Az örömapa                            | Father of the Bride             |                            |
| 1993 2. gála          |                        |                                            |                                       |                                 |                            |
|                       | Marisa Tomei           | Mona Lisa Vito                             | Vinny, az 1ügyű                       | My Cousin Vinny                 |                            |
| Halle Berry           | Angela Lewis           | Bumeráng                                   | Boomerang                             |                                 |                            |
| Whitney Houston       | Rachel Marron          | Több mint testőr                           | The Bodyguard                         |                                 |                            |
| Kathy Najimy          | Mary Patrick nővér     | Apáca show                                 | Sister Act                            |                                 |                            |
| Rosie O’Donnell       | Doris Murphy           | Micsoda csapat!                            | A League of Their Own                 |                                 |                            |
| 1994 3. gála          |                        |                                            |                                       |                                 |                            |
|                       | Alicia Silverstone     | Adrian Forrester                           | Szerencsétlen baleset                 | The Crush                       |                            |
| Ralph Fiennes         | Amon Göth              | Schindler listája                          | Schindler's List                      |                                 |                            |
| Jason Scott Lee       | Bruce Lee              | A Sárkány – Bruce Lee élete                | Dragon: The Bruce Lee Story           |                                 |                            |
| Ross Malinger         | Jonah Baldwin          | A szerelem hullámhosszán                   | Sleepless in Seattle                  |                                 |                            |
| Jason James Richter   | Jesse                  | Szabadítsátok ki Willyt!                   | Free Willy                            |                                 |                            |
| 1995 4. gála          |                        |                                            |                                       |                                 |                            |
|                       | Kirsten Dunst          | Claudia                                    | Interjú a vámpírral                   | Interview with the Vampire      |                            |
| Tim Allen             | Scott Calvin           | Télapu                                     | The Santa Clause                      |                                 |                            |
| Cameron Diaz          | Tina Carlyle           | A Maszk                                    | The Mask                              |                                 |                            |
| Hugh Grant            | Charles                | Négy esküvő és egy temetés                 | Four Weddings and a Funeral           |                                 |                            |
| Mykelti Williamson    | Bubba Blue             | Forrest Gump                               | Forrest Gump                          |                                 |                            |
| 1996 5. gála          |                        |                                            |                                       |                                 |                            |
|                       | George Clooney         | Seth Gecko                                 | Alkonyattól pirkadatig                | From Dusk till Dawn             |                            |
| Sean Patrick Flanery  | Jeremy "Powder" Reed   | Arc                                        | Powder                                |                                 |                            |
| Natasha Henstridge    | Sil                    | A lény                                     | Species                               |                                 |                            |
| Lela Rochon           | Robin Stokes           | Az igazira várva                           | Waiting to Exhale                     |                                 |                            |
| Chris Tucker          | Smokey                 | Végre péntek                               | Friday                                |                                 |                            |
| 1997 6. gála          |                        |                                            |                                       |                                 |                            |
|                       | Matthew McConaughey    | Jake Brigance                              | Ha ölni kell                          | A Time to Kill                  |                            |
| Vivica A. Fox         | Jasmine Dubrow         | A függetlenség napja                       | Independence Day                      |                                 |                            |
| Courtney Love         | Althea Leasure         | Larry Flynt, a provokátor                  | The People vs. Larry Flynt            |                                 |                            |
| Ewan McGregor         | Mark "Rent Boy" Renton | Trainspotting                              | Trainspotting                         |                                 |                            |
| Renée Zellweger       | Dorothy Boyd           | Jerry Maguire – A nagy hátraarc            | Jerry Maguire                         |                                 |                            |
| 1998 7. gála          |                        |                                            |                                       |                                 |                            |
|                       | Heather Graham         | Rollergirl                                 | Boogie Nights                         | Boogie Nights                   |                            |
| Joey Lauren Adams     | Alyssa Jones           | Comic strip – Képtelen képregény           | Chasing Amy                           |                                 |                            |
| Rupert Everett        | George Downes          | Álljon meg a nászmenet!                    | My Best Friend's Wedding              |                                 |                            |
| Sarah Michelle Gellar | Helen Shivers          | Tudom, mit tettél tavaly nyáron            | I Know What You Did Last Summer       |                                 |                            |
| Jennifer Lopez        | Selena                 | Dalok szárnyán                             | Selena                                |                                 |                            |
| 1999 8. gála          |                        |                                            |                                       |                                 |                            |
|                       | James Van Der Beek     | Jonathan "Mox" Moxon                       | Prérifarkas Blues                     | Varsity Blues                   |                            |
| Ray Allen             | Jesus Shuttlesworth    | A játék ördöge                             | He Got Game                           |                                 |                            |
| Joseph Fiennes        | William Shakespeare    | Szerelmes Shakespeare                      | Shakespeare in Love                   |                                 |                            |
| Josh Hartnett         | John Tate              | H20 – Halloween húsz évvel később          | Halloween H20: 20 Years Later         |                                 |                            |
| Chris Rock            | Lee Butters nyomozó    | Halálos fegyver 4.                         | Lethal Weapon 4                       |                                 |                            |
|                       | Katie Holmes           | Rachel Waggner                             | Kísérleti patkányok                   | Disturbing Behavior             |                            |
| Cate Blanchett        | I. Erzsébet            | Elizabeth                                  | Elizabeth                             |                                 |                            |
| Brandy                | Karla Wilson           | Még mindig tudom, mit tettél tavaly nyáron | I Still Know What You Did Last Summer |                                 |                            |
| Rachael Leigh Cook    | Laney Boggs            | A csaj nem jár egyedül                     | She's All That                        |                                 |                            |
| Catherine Zeta-Jones  | Elena Montero          | Zorro álarca                               | The Mask of Zorro                     |                                 |                            |

### 2000-es évek
| Év                       | Színész(nő)                    | Színész(nő)                                  | Szerep                                                 | Magyar cím                                        | Eredeti cím                |
| 2000 9. gála             |                                |                                              |                                                        |                                                   |                            |
| ------------------------ | ------------------------------ | -------------------------------------------- | ------------------------------------------------------ | ------------------------------------------------- | -------------------------- |
| 2000 9. gála             |                                | Haley Joel Osment                            | Cole Sear                                              | Hatodik érzék                                     | The Sixth Sense            |
| 2000 9. gála             | Wes Bentley                    | Ricky Fitts                                  | Amerikai szépség                                       | American Beauty                                   |                            |
| 2000 9. gála             | Jason Biggs                    | Jim Levenstein                               | Amerikai pite                                          | American Pie                                      |                            |
| 2000 9. gála             | Michael Clarke Duncan          | John Coffey                                  | Halálsoron                                             | The Green Mile                                    |                            |
| 2000 9. gála             | Jamie Foxx                     | "Steamin" Willie Beamen                      | Minden héten háború                                    | Any Given Sunday                                  |                            |
| 2000 9. gála             |                                | Julia Stiles                                 | Kat Stratford                                          | 10 dolog, amit utálok benned                      | 10 Things I Hate About You |
| 2000 9. gála             | Selma Blair                    | Cecile Duvall                                | Kegyetlen játékok                                      | Cruel Intentions                                  |                            |
| 2000 9. gála             | Shannon Elizabeth              | Nadia                                        | Amerikai pite                                          | American Pie                                      |                            |
| 2000 9. gála             | Carrie-Anne Moss               | Trinity                                      | Mátrix                                                 | The Matrix                                        |                            |
| 2000 9. gála             | Hilary Swank                   | Brandon Teena                                | A fiúk nem sírnak                                      | Boys Don't Cry                                    |                            |
| 2001 10. gála            |                                |                                              |                                                        |                                                   |                            |
|                          | Sean Patrick Thomas            | Derek Reynolds                               | A szívem érted RAPes                                   | Save the Last Dance                               |                            |
| Jack Black               | Barry                          | Pop, csajok satöbbi                          | High Fidelity                                          |                                                   |                            |
| Patrick Fugit            | William Miller                 | Majdnem híres                                | Almost Famous                                          |                                                   |                            |
| Tom Green                | Barry Manilow                  | Cool túra                                    | Road Trip                                              |                                                   |                            |
| Hugh Jackman             | Farkas                         | X-Men – A kívülállók                         | X-Men                                                  |                                                   |                            |
| Ashton Kutcher           | Jesse Montgomery III           | Hé, haver, hol a kocsim?                     | Dude, Where's My Car?                                  |                                                   |                            |
|                          | Erika Christensen              | Caroline Wakefield                           | Traffic                                                | Traffic                                           |                            |
| Aaliyah                  | Trish O'Day                    | Öld meg Rómeót!                              | Romeo Must Die                                         |                                                   |                            |
| Anna Faris               | Cindy Campbell                 | Horrorra akadva                              | Scary Movie                                            |                                                   |                            |
| Piper Perabo             | Violet Sanford                 | Sakáltanya                                   | Coyote Ugly                                            |                                                   |                            |
| Csang Ce-ji              | Jen Yu                         | Tigris és sárkány                            | Crouching Tiger, Hidden Dragon                         |                                                   |                            |
| 2002 11. gála            |                                |                                              |                                                        |                                                   |                            |
|                          | Orlando Bloom                  | Legolas                                      | A Gyűrűk Ura: A Gyűrű Szövetsége                       | The Lord of the Rings: The Fellowship of the Ring |                            |
| DMX                      | Latrell Walker / Leon Rollins  | Sebhelyek                                    | Exit Wounds                                            |                                                   |                            |
| Colin Hanks              | Shaun Brumder                  | Narancsvidék                                 | Orange County                                          |                                                   |                            |
| Daniel Radcliffe         | Harry Potter                   | Harry Potter és a bölcsek köve               | Harry Potter and the Philosopher's Stone               |                                                   |                            |
| Paul Walker              | Brian O'Conner                 | Halálos iramban                              | The Fast and the Furious                               |                                                   |                            |
|                          | Mandy Moore                    | Jamie Elizabeth Sullivan                     | Séta a múltba                                          | A Walk to Remember                                |                            |
| Penélope Cruz            | Mirtha Jung                    | Betépve                                      | Blow                                                   |                                                   |                            |
| Anne Hathaway            | Mia Thermopolis hercegnő       | Neveletlen hercegnő                          | The Princess Diaries                                   |                                                   |                            |
| Shannyn Sossamon         | Jocelyn                        | Lovagregény                                  | A Knight's Tale                                        |                                                   |                            |
| Britney Spears           | Lucy Wagner                    | Álmok útján                                  | Crossroads                                             |                                                   |                            |
| 2003 12. gála            |                                |                                              |                                                        |                                                   |                            |
|                          | Eminem                         | Jimmy "B-Rabbit" Smith                       | 8 mérföld                                              | 8 Mile                                            |                            |
| Nick Cannon              | Devon Miles                    | Dobszóló                                     | Drumline                                               |                                                   |                            |
| Kieran Culkin            | Jason "Igby" Slocumb, Jr.      | Minden jöhet                                 | Igby Goes Down                                         |                                                   |                            |
| Derek Luke               | Antwone Fisher                 | Antwone Fisher története                     | Fisher                                                 |                                                   |                            |
| Ryan Reynolds            | Van Wilder                     | Buliszerviz                                  | National Lampoon's Van Wilder                          |                                                   |                            |
|                          | Jennifer Garner                | Elektra                                      | Daredevil – A fenegyerek                               | Daredevil                                         |                            |
| Kate Bosworth            | Anne Marie Chadwick            | Sorsdöntő nyár                               | Blue Crush                                             |                                                   |                            |
| Eve                      | Terri Jones                    | Birkanyírás                                  | Barbershop                                             |                                                   |                            |
| Maggie Gyllenhaal        | Lee Holloway                   | A titkárnő                                   | Secretary                                              |                                                   |                            |
| Beyoncé Knowles          | Foxxy Cleopatra                | Austin Powers – Aranyszerszám                | Austin Powers in Goldmember                            |                                                   |                            |
| Nia Vardalos             | Tula Portokalosz               | Bazi nagy görög lagzi                        | My Big Fat Greek Wedding                               |                                                   |                            |
| 2004 13. gála            |                                |                                              |                                                        |                                                   |                            |
|                          | Shawn Ashmore                  | Jégember                                     | X-Men 2.                                               | X2                                                |                            |
| Shia LaBeouf             | Stanley "Caveman" Yelnats IV   | Stanley, a szerencse fia                     | Holes                                                  |                                                   |                            |
| Ludacris                 | Tej Parker                     | Halálosabb iramban                           | 2 Fast 2 Furious                                       |                                                   |                            |
| Omarion                  | David                          | Utcai tánc                                   | You Got Served                                         |                                                   |                            |
| Cillian Murphy           | Jim                            | 28 nappal később                             | 28 Days Later                                          |                                                   |                            |
|                          | Lindsay Lohan                  | Anna Coleman                                 | Nem férek a bőrödbe                                    | Freaky Friday                                     |                            |
| Jessica Biel             | Erin                           | A texasi láncfűrészes                        | The Texas Chainsaw Massacre                            |                                                   |                            |
| Scarlett Johansson       | Charlotte                      | Elveszett jelentés                           | Lost in Translation                                    |                                                   |                            |
| Keira Knightley          | Elizabeth Swann                | A Karib-tenger kalózai: A Fekete Gyöngy átka | Pirates of the Caribbean: The Curse of the Black Pearl |                                                   |                            |
| Evan Rachel Wood         | Tracy Louise Freeland          | Tizenhárom                                   | Thirteen                                               |                                                   |                            |
| 2005 14. gála            |                                |                                              |                                                        |                                                   |                            |
|                          | Jon Heder                      | Napoleon Dynamite                            | Nevetséges Napóleon                                    | Napoleon Dynamite                                 |                            |
| Zach Braff               | Andrew Largeman                | A régi környék                               | Garden State                                           |                                                   |                            |
| Freddie Highmore         | Peter Llewelyn Davies          | Én, Pán Péter                                | Finding Neverland                                      |                                                   |                            |
| Tim McGraw               | Charles Billingsley            | Péntek esti fények                           | Friday Night Lights                                    |                                                   |                            |
| Tyler Perry              | Madea                          | Egy dühös asszony naplója                    | Diary of a Mad Black Woman                             |                                                   |                            |
|                          | Rachel McAdams                 | Regina George                                | Bajos csajok                                           | Mean Girls                                        |                            |
| Ashanti                  | Kyra                           | Carter edző                                  | Coach Carter                                           |                                                   |                            |
| Elisha Cuthbert          | Danielle                       | Szüzet szüntess                              | The Girl Next Door                                     |                                                   |                            |
| Bryce Dallas Howard      | Ivy Elizabeth Walker           | A falu                                       | The Village                                            |                                                   |                            |
| Emmy Rossum              | Laura Chapman                  | Holnapután                                   | The Day After Tomorrow                                 |                                                   |                            |
| 2006 15. gála            |                                |                                              |                                                        |                                                   |                            |
|                          | Isla Fisher                    | Gloria Cleary                                | Ünneprontók ünnepe                                     | Wedding Crashers                                  |                            |
| André "3000" Benjamin    | Jeremiah Mercer                | Négy tesó                                    | Four Brothers                                          |                                                   |                            |
| Jennifer Carpenter       | Emily Rose                     | Ördögűzés Emily Rose üdvéért                 | The Exorcism of Emily Rose                             |                                                   |                            |
| Taraji P. Henson         | Shug                           | Nyomulj és nyerj!                            | Hustle & Flow                                          |                                                   |                            |
| Romany Malco             | Jay                            | 40 éves szűz                                 | The 40-Year-Old Virgin                                 |                                                   |                            |
| Nelly                    | Earl Megget                    | Csontdaráló                                  | The Longest Yard                                       |                                                   |                            |
| 2007 16. gála            |                                |                                              |                                                        |                                                   |                            |
|                          | Jaden Smith                    | Christopher Gardner, Jr.                     | A boldogság nyomában                                   | The Pursuit of Happyness                          |                            |
| Emily Blunt              | Emily Charlton                 | Az ördög Pradát visel                        | The Devil Wears Prada                                  |                                                   |                            |
| Abigail Breslin          | Olive Hoover                   | A család kicsi kincse                        | Little Miss Sunshine                                   |                                                   |                            |
| Lena Headey              | Gorgó királyné                 | 300                                          | 300                                                    |                                                   |                            |
| Columbus Short           | DJ Williams                    | Lökd a ritmust!                              | Stomp the Yard                                         |                                                   |                            |
| Justin Timberlake        | Frankie "Nuts" Ballenbacher    | Alpha Dog                                    | Alpha Dog                                              |                                                   |                            |
| 2008 17. gála            |                                |                                              |                                                        |                                                   |                            |
|                          | Zac Efron                      | Link Larkin                                  | Hajlakk                                                | Hairspray                                         |                            |
| Nikki Blonsky            | Tracy Turnblad                 | Hajlakk                                      | Hairspray                                              |                                                   |                            |
| Chris Brown              | Michael "Baby" Whitfield       | Családi karácsony                            | This Christmas                                         |                                                   |                            |
| Michael Cera             | Evan                           | Superbad, avagy miért ciki a szex?           | Superbad                                               |                                                   |                            |
| Jonah Hill               | Seth                           | Superbad, avagy miért ciki a szex?           | Superbad                                               |                                                   |                            |
| Christopher Mintz-Plasse | McLovin'                       | Superbad, avagy miért ciki a szex?           | Superbad                                               |                                                   |                            |
| Megan Fox                | Mikaela Banes                  | Transformers                                 | Transformers                                           |                                                   |                            |
| Seth Rogen               | Ben Stone                      | Felkoppintva                                 | Knocked Up                                             |                                                   |                            |
| 2009 18. gála            |                                |                                              |                                                        |                                                   |                            |
|                          | Robert Pattinson               | Edward Cullen                                | Alkonyat                                               | Twilight                                          |                            |
| Ben Barnes               | Caspian herceg                 | Narnia Krónikái: Caspian herceg              | The Chronicles of Narnia: Prince Caspian               |                                                   |                            |
| Taylor Lautner           | Jacob Black                    | Alkonyat                                     | Twilight                                               |                                                   |                            |
| Dev Patel                | Jamal Malik                    | Gettómilliomos                               | Slumdog Millionaire                                    |                                                   |                            |
| Bobb'e J. Thompson       | Ronnie Shields                 | Példátlan példaképek                         | Role Models                                            |                                                   |                            |
|                          | Ashley Tisdale                 | Sharpay Evans                                | High School Musical 3. – Végzősök                      | High School Musical 3: Senior Year                |                            |
| Miley Cyrus              | Miley Stewart / Hannah Montana | Hannah Montana – A film                      | Hannah Montana: The Movie                              |                                                   |                            |
| Kat Dennings             | Norah                          | Dalok ismerkedéshez                          | Nick and Norah's Infinite Playlist                     |                                                   |                            |
| Vanessa Hudgens          | Gabriella Montez               | High School Musical 3. – Végzősök            | High School Musical 3: Senior Year                     |                                                   |                            |
| Freida Pinto             | Latika                         | Gettómilliomos                               | Slumdog Millionaire                                    |                                                   |                            |
| Amanda Seyfried          | Sophie Sheridan                | Mamma Mia!                                   | Mamma Mia!                                             |                                                   |                            |

### 2010-es évek
| Év                  | Színész(nő)        | Színész(nő)                            | Szerep                                         | Magyar cím                                         | Eredeti cím   |
| 2010 19. gála       |                    |                                        |                                                |                                                    |               |
| ------------------- | ------------------ | -------------------------------------- | ---------------------------------------------- | -------------------------------------------------- | ------------- |
| 2010 19. gála       |                    | Anna Kendrick                          | Natalie Keener                                 | Egek ura                                           | Up in the Air |
| 2010 19. gála       | Quinton Aaron      | Michael Oher                           | A szív bajnokai                                | The Blind Side                                     |               |
| 2010 19. gála       | Zach Galifianakis  | Alan Garner                            | Másnaposok                                     | The Hangover                                       |               |
| 2010 19. gála       | Logan Lerman       | Percy Jackson                          | Villámtolvaj – Percy Jackson és az olimposziak | Percy Jackson & the Olympians: The Lightning Thief |               |
| 2010 19. gála       | Chris Pine         | James T. Kirk kapitány                 | Star Trek                                      | Star Trek                                          |               |
| 2010 19. gála       | Gabourey Sidibe    | Claireece "Precious" Jones             | Precious – A boldogság ára                     | Precious                                           |               |
| 2011 20. gála       |                    |                                        |                                                |                                                    |               |
|                     | Chloë Grace Moretz | Hit-Girl                               | HA/VER                                         | Kick-Ass                                           |               |
| Jay Chou            | Kato               | Zöld darázs                            | The Green Hornet                               |                                                    |               |
| Andrew Garfield     | Eduardo Saverin    | Social Network – A közösségi háló      | The Social Network                             |                                                    |               |
| Xavier Samuel       | Riley Biers        | Alkonyat – Napfogyatkozás              | The Twilight Saga: Eclipse                     |                                                    |               |
| Hailee Steinfeld    | Mattie Ross        | A félszemű                             | True Grit                                      |                                                    |               |
| Olivia Wilde        | Quorra             | Tron: Örökség                          | Tron: Legacy                                   |                                                    |               |
| 2012 21. gála       |                    |                                        |                                                |                                                    |               |
|                     | Shailene Woodley   | Alexandra "Alex" King                  | Utódok                                         | The Descendants                                    |               |
| Elle Fanning        | Alice Dainard      | Super 8                                | Super 8                                        |                                                    |               |
| Liam Hemsworth      | Gale Hawthorne     | Az éhezők viadala                      | The Hunger Games                               |                                                    |               |
| Rooney Mara         | Lisbeth Salander   | A tetovált lány                        | The Girl with the Dragon Tattoo                |                                                    |               |
| Melissa McCarthy    | Megan Price        | Koszorúslányok                         | Bridesmaids                                    |                                                    |               |
| 2013 22. gála       |                    |                                        |                                                |                                                    |               |
|                     | Rebel Wilson       | Háj Amy                                | Tökéletes hang                                 | Pitch Perfect                                      |               |
| Ezra Miller         | Patrick            | Egy különc srác feljegyzései           | The Perks of Being a Wallflower                |                                                    |               |
| Eddie Redmayne      | Marius Pontmercy   | A nyomorultak                          | Les Misérables                                 |                                                    |               |
| Suraj Sharma        | Piscine "Pi" Patel | Pi élete                               | Life of Pi                                     |                                                    |               |
| Quvenzhané Wallis   | Hushpuppy          | A messzi dél vadjai                    | Beasts of the Southern Wild                    |                                                    |               |
| 2014 23. gála       |                    |                                        |                                                |                                                    |               |
|                     | Will Poulter       | Kenny Rossmore                         | Családi üzelmek                                | We're the Millers                                  |               |
| Liam James          | Duncan             | Az első igazi nyár                     | The Way, Way Back                              |                                                    |               |
| Michael B. Jordan   | Oscar Grant        | A megálló                              | Fruitvale Station                              |                                                    |               |
| Margot Robbie       | Naomi Lapaglia     | A Wall Street farkasa                  | The Wolf of Wall Street                        |                                                    |               |
| Miles Teller        | Sutter Keely       | Az élet habzsolva jó                   | The Spectacular Now                            |                                                    |               |
| 2015 24. gála       |                    |                                        |                                                |                                                    |               |
|                     | Dylan O’Brien      | Thomas                                 | Az útvesztő                                    | The Maze Runner                                    |               |
| Ellar Coltrane      | Mason Evans, Jr.   | Sráckor                                | Boyhood                                        |                                                    |               |
| Ansel Elgort        | Augustus Waters    | Csillagainkban a hiba                  | The Fault in Our Stars                         |                                                    |               |
| David Oyelowo       | Martin Luther King | Selma                                  | Selma                                          |                                                    |               |
| Rosamund Pike       | Amy Elliott-Dunne  | Holtodiglan                            | Gone Girl                                      |                                                    |               |
| 2016 25. gála       |                    |                                        |                                                |                                                    |               |
|                     | Daisy Ridley       | Rey                                    | Star Wars VII. rész – Az ébredő Erő            | Star Wars: The Force Awakens                       |               |
| John Boyega         | Finn               | Star Wars VII. rész – Az ébredő Erő    | Star Wars: The Force Awakens                   |                                                    |               |
| O’Shea Jackson Jr.  | Ice Cube           | Egyenesen Comptonból                   | Straight Outta Compton                         |                                                    |               |
| Dakota Johnson      | Anastasia Steele   | A szürke ötven árnyalata               | Fifty Shades of Grey                           |                                                    |               |
| Brie Larson         | Joy "Ma" Newsome   | A szoba                                | Room                                           |                                                    |               |
| Amy Schumer         | Amy Townsend       | Kész katasztrófa                       | Trainwreck                                     |                                                    |               |
| 2017 26. gála       |                    |                                        |                                                |                                                    |               |
|                     | Daniel Kaluuya     | Chris Washington                       | Tűnj el!                                       | Get Out                                            |               |
| Riz Ahmed           | Bodhi Rook         | Zsivány Egyes – Egy Star Wars-történet | Rogue One: A Star Wars Story                   |                                                    |               |
| Chrissy Metz        | Kate Pearson       | Rólunk szól                            | This Is Us                                     |                                                    |               |
| Issa Rae            | Issa Dee           | Bizonytalan                            | Insecure                                       |                                                    |               |
| Yara Shahidi        | Zoey Johnson       | Feketék fehéren                        | Black-ish                                      |                                                    |               |
| 2018 27. gála       |                    |                                        |                                                |                                                    |               |
|                     | Tiffany Haddish    | Dina                                   | Csajtúra                                       | Girls Trip                                         |               |
| Iain Armitage       | Ziggy Chapman      | Hatalmas kis hazugságok                | Big Little Lies                                |                                                    |               |
| Iain Armitage       | Sheldon Cooper     | Az ifjú Sheldon                        | Young Sheldon                                  |                                                    |               |
| Timothée Chalamet   | Elio Perlman       | Szólíts a neveden                      | Call Me By Your Name                           |                                                    |               |
| Katherine Langford  | Hannah Baker       | 13 okom volt                           | 13 Reasons Why                                 |                                                    |               |
| Katherine Langford  | Leah Burke         | Kszi, Simon                            | Love, Simon                                    |                                                    |               |
| Nick Robinson       | Simon Spier        | Kszi, Simon                            | Love, Simon                                    |                                                    |               |
| Letitia Wright      | Shuri              | Fekete Párduc                          | Black Panther                                  |                                                    |               |
| 2019 28. gála       |                    |                                        |                                                |                                                    |               |
|                     | Noah Centineo      | Peter Kavinsky                         | A fiúknak, akiket valaha szerettem             | To All the Boys I've Loved Before                  |               |
| Awkwafina           | Kou Púj-lam        | Kőgazdag ázsiaiak                      | Crazy Rich Asians                              |                                                    |               |
| Ncuti Gatwa         | Eric Effiong       | Szexoktatás                            | Sex Education                                  |                                                    |               |
| Haley Lu Richardson | Stella             | Két lépés távolság                     | Five Feet Apart                                |                                                    |               |
| Mj Rodriguez        | Blanca Rodriguez   | A póz                                  | Pose                                           |                                                    |               |

### 2020-as évek
| Év               | Színész(nő)               | Színész(nő)               | Szerep                     | Magyar cím                | Eredeti cím               |
| ---------------- | ------------------------- | ------------------------- | -------------------------- | ------------------------- | ------------------------- |
| 2020             | Nem tartották meg a gálát | Nem tartották meg a gálát | Nem tartották meg a gálát  | Nem tartották meg a gálát | Nem tartották meg a gálát |
| 2021 29. gála    |                           |                           |                            |                           |                           |
|                  | Regé-Jean Page            | Simon, Hastings hercege   | A Bridgerton család        | Bridgerton                |                           |
| Marija Bakalova  | Tutar                     | Borat utólagos mozifilm   | Borat Subsequent Moviefilm |                           |                           |
| Antonia Gentry   | Ginny Miller              | Ginny és Georgia          | Ginny & Georgia            |                           |                           |
| Paul Mescal      | Connell Waldren           | Normális emberek          | Normal People              |                           |                           |
| Ashley Park      | Mindy Chen                | Emily Párizsban           | Emily in Paris             |                           |                           |
| 2022 30. gála    |                           |                           |                            |                           |                           |
|                  | Sophia Di Martino         | Sylvie                    | Loki                       | Loki                      |                           |
| Ariana DeBose    | Anita                     | West Side Story           | West Side Story            |                           |                           |
| Hannah Einbinder | Ava Daniels               | Hacks – A pénz beszél     | Hacks                      |                           |                           |
| Alana Haim       | Alana Kane                | Licorice Pizza            | Licorice Pizza             |                           |                           |
| Csong Hojon      | Kang Szebjok              | Nyerd meg az életed       | Squid Game                 |                           |                           |
| 2023 31. gála    |                           |                           |                            |                           |                           |
|                  | Joseph Quinn              | Eddie Munson              | Stranger Things            | Stranger Things           |                           |
| Bad Bunny        | Farkas                    | A gyilkos járat           | Bullet Train               |                           |                           |
| Emma D’Arcy      | Rhaenyra Targaryen        | Sárkányok háza            | House of the Dragon        |                           |                           |
| Bella Ramsey     | Ellie                     | The Last of Us            | The Last of Us             |                           |                           |
| Rachel Sennott   | Alice                     | Játsszunk gyilkosost!     | Bodies Bodies Bodies       |                           |                           |